# هوجو اوندو
هوجو اوندو (به ژاپنی: 補助運動)، (با تلفظ: Hojo undō) اصطلاحی ژاپنی است که به تمرینات تکمیلی ترجمه می‌شود و به تمریناتی اشاره دارد که به عنوان مکمل تکنیک‌های اصلی در هنرهای رزمی انجام می‌شود. آموزش‌های هوجو اوندو برای گسترش قدرت فیزیکی، استقامت، هماهنگی ماهیچه‌ها، سرعت و حالت ایستادن هنرجویان طراحی شده‌اند. در این روش آموزش ابزارهای ساده و سنتی که از سنگ و چوب ساخته می‌شوند را به کار می‌برند.

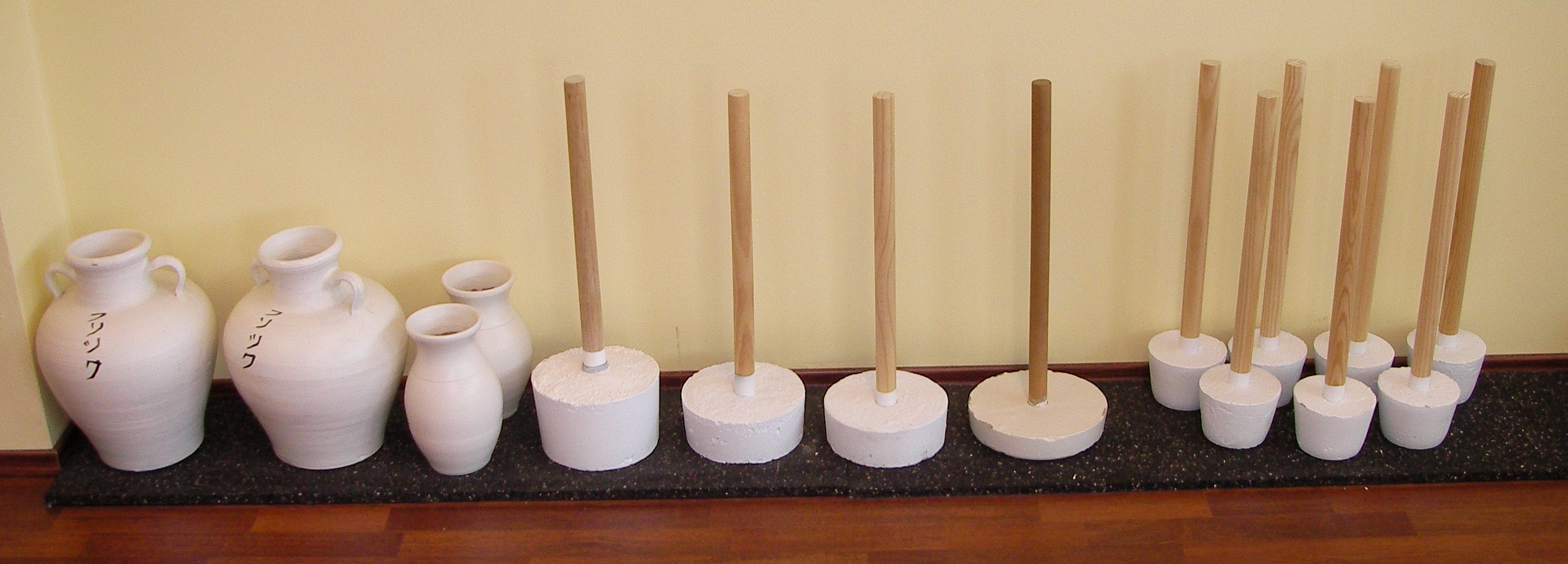
چند نیگیری‌گامه و چی‌ایشی

## چی ایشی
چی ایشی (میله‌های سنگین) وزنه‌ای است که به انتهای یک میله چوبی بسته شده‌است. هنرجو انتهای میله چوبی را محکم می‌گیرد و مچ و بازویش را همچون اجرای حرکات کاتا تکان می‌دهد. این تمرینات با وزنه به افزایش قدرت انگشتان،دست‌ها، بازوها و سینه کمک می‌کند.

## ایشی ساشی
ایشی ساشی وزنه‌هایی دسته‌دار و گرد هستند (شبیه به قفل) که در بیشتر موارد از سنگ ساخته می‌شوند.

## ماکیاگه کیگو
ماکیاگه کیگو وزنه‌ای است که با یک طناب به دسته‌ای چوبی بسته می‌شود. هنرجو دسته را گرفته و می‌چرخاند تا طناب دور دسته پیچیده شده یا باز شود. با پایین و بالا آمدن طناب و وزنه انتهای آن، قدرت مچ دست افزایش می‌یابد.

## ماکیوارا

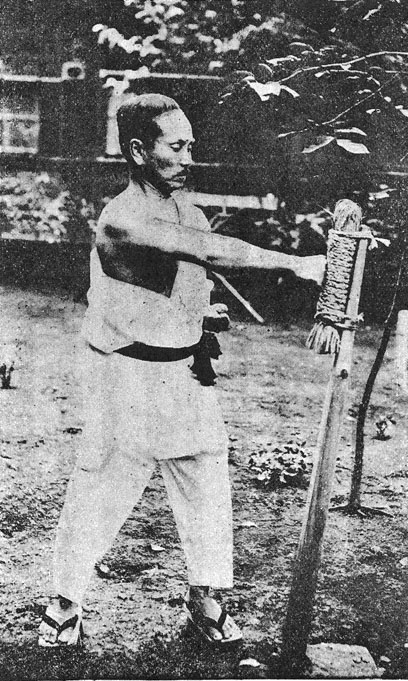
استاد گیچین فوناکوشی در حال تمرین با ماکیوارا

ماکیوارا (تخته ضربه) برای تمرین ضربه مشت به هدفی که مقاومت می‌کند بکار می‌رود. دو گونه از آن وجود دارد: ساگه-ماکیوارا (که از سقف آویخته می‌شود) و تاچی ماکیوارا (در زمین محکم می‌شود). خود تاچی-ماکیوارا نیز بر دو گونه است: یکی تخت و دیگری گرد. گونه تخت آن در زمین محکم شده و پارچه‌های در انتهای دیگر بسته می‌شود که به آن ضربه می‌زنند. هنرجو در مقابل آن ایستاده و به انتهای بالایی تخته که روکش دارد ضربه می‌زند. گونه گرد آن که نام آن اوده-ماکیوارا است سطح تخت ندارد و در نتیجه تکنیک‌های بیشتری را می‌توان بر آن پیاده کرد.

## نیگیری گامه
نیگیری گامه، کوزه‌های سفالی هستند که با وزن‌های مختلف پر از شن می‌کنند. آنها را از حاشیه لبه‌شان با انگشتان می‌گیرند و در همان حال جابجایی‌های مختلف مربوط به ایستادن‌های مختلف را اجرا می‌کنند. این کار باعث افزایش قدرت بازوها، شانه‌ها، پشت و پاها می‌شود.

## تتسو گتا

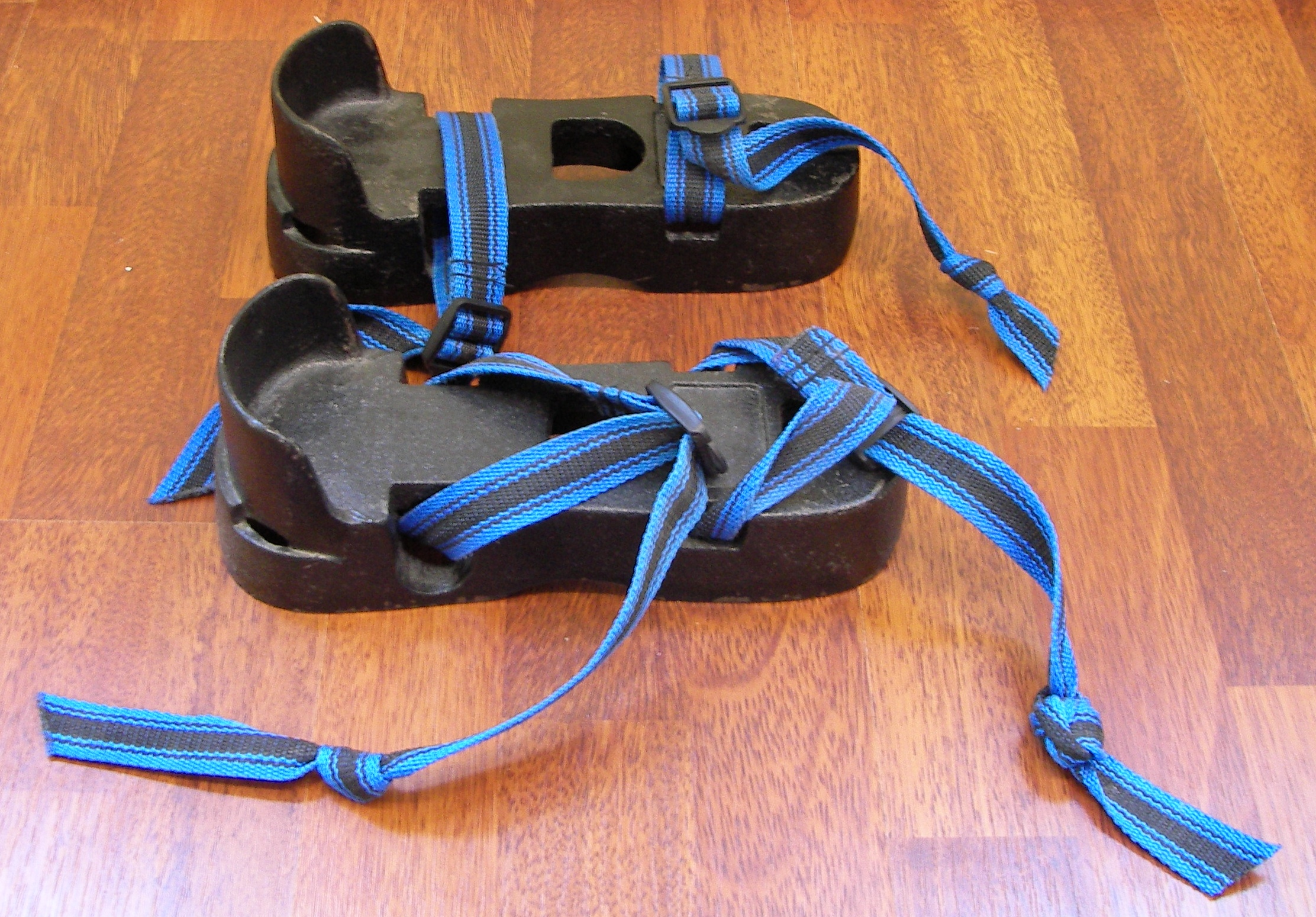
تتسو گتا

تتسو گتا (پابند آهنی) را مانند صندل به پا می‌کنند. هنرجو در حالیکه آنرا پوشیده تکنیک‌های جابجایی و ضربه‌ها را با آن اجرا می‌کند. وزن بیشتر باعث می‌شود که قدرت پا بیشتر شود.

## جاری بوکو
یک کاسه ساده است که از شن پر می‌شود و هنرجو با انگشتانش به شن درون آن ضربه می‌زند. این کار با کاسه پر از برنج خشک نیز انجام می‌شود. گاهی این کاسه را بر روی آتش نیز می‌گذراند و با ضربه و وارد کردن دست در شن‌هایی که داغ شده‌اند مقاومت و قدرت دست و انگشتان را افزایش می‌دهند.

## کنگوکن
میله آهنی بیضی‌شکلی است که برای تمرینات افزایش قدرت بازوها، پا و مچ بکار گرفته می‌شود. کشتی گیران هاوایی از این ابزار استفاده می‌کردند و چوجون میاگی آنرا برای بکارگیری در هوجو اوندو سازگار کرد.

## توو
بسته‌ای از چوب‌های بامبو است که از دو طرف یا از میان آنرا می‌بندند و از آن همچون جاری باکو برای ضربه با انگشتان به کار می‌برند.

## تان
ابزاری شبیه به دمبل امروزین است که از میله‌ای چوبی که وزنه‌هایی در دو طرف آن قرار دارد درست می‌شود.